# Pala Alpitour
Pala Alpitour (též Palasport Olimpico či jen PalaOlimpico) je víceúčelová aréna v Turíně v Itálii. Byla postavena pro Zimní olympijské hry 2006, kde se společně s Torino Esposizioni odehrávaly zápasy v ledním hokeji. Má kapacitu 16 426 diváků. Je součástí většího sportovního komplexu, který je známý jako Centrální oddělení olympijských stadionů, které zahrnuje také Stadio Olimpico Grande Torino, plaveckou halu Palazzo del Nuoto a park. Vnitřní prostor umožňuje konání mnoha druhů sportů. Kromě toho hala slouží jako kulturní zařízení s možností pořádání koncertů. Tuto halu využívá při koncertních turné mnoho zpěváků a hudebníků.

## Historie
Aréna byla slavnostně otevřena 13. prosince 2005 během přátelského hokejového utkání mezi Itálií a Kanadou. Ta byla postavená pro zápasy v ledním hokeji během zimních olympijských her 2006, které se odehrávaly v Turíně. Její vzhled vzešel z architektonické soutěže, ve které vyhrál japonský architekt Arata Isozaki. Na konečném vzhledu s Aratem Isozakim následně spolupracoval i italský architekt Pier Paolo Maggiora. Podle slov svého architekta je struktura navržená jako skutečná továrna na události. Venkovní vzhled futuristické budovy má přísnou obdélníkovou konstrukci z nerezové oceli a skla s kartézským povlakem se základnou 183 × 100 metrů. Aréna se rozkládá na čtyřech úrovních, z nichž dvě jsou podzemní, které se nacházejí 7,5 metru pod zemí, a dvě nadzemní, které šplhají 12 metrů do výšky. Celková délka stavby je přibližně 200 metrů. Vnitřek je zcela flexibilní a přizpůsobivý ve své vnitřní struktuře i s uspořádáním tribun, a to díky modernímu systému pohyblivých a výsuvných tribun a také možnosti přechodně pohyblivé paluby.
Akustika je přizpůsobivá, a proto jí během svých turné využilo řada umělců, například Bob Dylan, Madonna, Rihanna, U2, Depeche Mode,Florence and the Machine, Metallica, Red Hot Chili Peppers, 5 Seconds of Summer, Lana Del Rey, Green Day, Marilyn Manson, Ariana Grande, Shakira, Ed Sheeran, Bryan Adams, Avril Lavigne, Tiziano Ferro, Il Volo a Marco Mengoni.
První sportovní události zde byly zápasy v ledním hokeji v zimních olympijských hrách 2006, kde ve finále zvítězilo Švédsko nad Finskem. Další velkou sportovní událostí byla Zimní univerziáda 2007, kde se zde odehrálo slavnostní zahájení a ukončení a také zápasy v ledním hokeji. Mimo toho se zde konalo finále v ULEB Eurocup v sezóně 2008/2009 a během Mistrovství světa ve volejbale mužů 2018 se tady odehrál finálový zápas. Pala Alpitour byla vybrána pro pořádání Turnaj mistrů v letech 2021 až 2025 a po vítězství italské skupiny Måneskin na Eurovision Song Contest 2021 v Rotterdamu byla aréna vybrána pro konání Eurovision Song Contest 2022.